# Matthew Smith
Matthew Smith (Redditch, 1999. november 22. –) angol születésű walesi válogatott labdarúgó, aki a Manchester City játékosa, de kölcsönben a Twenténél szerepel.

## Pályafutása

### Klubcsapatokban
A West Bromwich Albion csapatánál nevelkedett, majd 2013-ban csatlakozott a Manchester City akadémiájához. 2018. július 3-án kölcsönbe került egy szezonra a holland Twente csapatához. Augusztus 17-én mutatkozott be az másodosztályban a Sparta Rotterdam ellen 2–1-re megnyert mérkőzésen kezdőként.

### A válogatottban
2018. május 20-án a walesi válogatott keretébe meghívott kapott Ryan Giggstől, majd egy hét múlva Mexikó elleni felkészülési találkozón bemutatkozott csereként. A 81. percben Tom Lawrence cseréjeként lépett pályára a 0–0-ra végződő mérkőzésen.

## Statisztika

### Klub
| Klub             | Szezon           | Bajnokság | Bajnokság | Kupa  | Kupa  | Nemzetközi | Nemzetközi | Összesen | Összesen |
| Klub             | Szezon           | Mérk.     | Gólok     | Mérk. | Gólok | Mérk.      | Gólok      | Mérk.    | Gólok    |
| ---------------- | ---------------- | --------- | --------- | ----- | ----- | ---------- | ---------- | -------- | -------- |
| Twente           | 2018–19          | 7         | 0         | 1     | 0     | –          | –          | 8        | 0        |
| Twente           | Összesen         | 7         | 0         | 1     | 0     | 0          | 0          | 8        | 0        |
| Karrier összesen | Karrier összesen | 7         | 0         | 1     | 0     | 0          | 0          | 8        | 0        |

### Válogatott
(2018. október 16. szerint.)
| Válogatott | Szezon   | Mérkőzés | Gól |
| ---------- | -------- | -------- | --- |
| Wales      | 2018     | 4        | 0   |
| Összesen   | Összesen | 4        | 0   |